# George Town (Bahamy)
George Town – miasto na Bahamach; na wyspie Wielka Exuma; 1045 mieszkańców (2008). Ośrodek turystyczny.